# Chevrotaine
Chevrotaine là một xã trong vùng hành chính Franche-Comté, thuộc tỉnh Jura, quận Lons-le-Saunier, tổng Clairvaux-les-Lacs. Tọa độ địa lý của xã là 46° 39' vĩ độ bắc, 05° 51' kinh độ đông. Chevrotaine nằm trên độ cao trung bình là 644 mét trên mặt nước biển, có điểm thấp nhất là 620 mét và điểm cao nhất là 811 mét. Xã có diện tích 5.33 km², dân số vào thời điểm 2004 là 33 người; mật độ dân số là 6 người/km².

## Thông tin nhân khẩu
| 1962 | 1968 | 1975 | 1982 | 1990 | 1999 |
| ---- | ---- | ---- | ---- | ---- | ---- |
| 20   | 23   | 18   | 22   | 25   | 31   |

## Địa điểm tham quan
Nhà thờ của Chevrotaine được xây trong thế kỉ thứ 17.